# 青木佳音
青木 佳音（あおき けいと、1989年8月26日 - ）は、日本のグラビアアイドル、女優である。かつてはジールアソシエイツに所属していたが、2015年8月16日に退社しフリーとなる。

## 来歴・人物
- 18歳の時、オーディションに応募して合格する。
- 青山学院女子短期大学へ進学。大学では英文学を専攻する。2011年に卒業[3]。
- 2012年、スカイコーポレーションから現所属事務所への移籍を機に「青木ケイト」から、現在の青木佳音に改名。
- 姉は元レースクイーンの我妻モニカ。他に妹がいる。

## 主な出演

### テレビ番組
- やりすぎコージー（テレビ東京、2010年5月 - 2011年9月） - 9代目〜10代目やりすぎガール（同期は春菜めぐみ、水谷望愛、今井成美）
- 魔法★男子チェリーズ（テレビ東京、2014年8月27日）- 第10話に端役出演

### 映画
- BLOODLESS（2012年）- 陽子役
- 本当にあった投稿闇映像 劇場版（2013年）- 本人役
- 女の穴（2014年）- 服部めぐみ役
- 少女は異世界で戦った（2014年） - 秘書役
- W〜二つの顔を持つ女たち〜（2015年） - 富川愛里役

## DVD
1. Lip body（2011年12月28日、M.B.D メディアブランド）※青木ケイト名義
2. my emotion（2012年9月27日、マックス）
3. BLUE IMPULSE-ブルーインパルス-（2013年7月27日、マックス）
4. 透間（2014年6月20日、竹書房）

## 写真集
- 透間（2014年5月29日、竹書房）- 撮影：山岸伸